# Montgenèvre
Montgenèvre is een gemeente vlak bij de Italiaanse grens in het Franse departement Hautes-Alpes (regio Provence-Alpes-Côte d'Azur) Het dorpje dat op ongeveer 1860 meter boven de zeespiegel ligt telt 497 inwoners (1999) en maakt deel uit van het arrondissement Briançon. Het dorp ligt op de pashoogte van de Montgenèvrepas, een belangrijke Alpenpas tussen Frankrijk en Italië.

## Geografie
De oppervlakte van Montgenèvre bedraagt 39,9 km², de bevolkingsdichtheid is 12,5 inwoners per km².
De onderstaande kaart toont de ligging van Montgenèvre met de belangrijkste infrastructuur en aangrenzende gemeenten.

## Demografie
Onderstaande figuur toont het verloop van het inwonertal (bron: INSEE-tellingen).
Vanwege een beveiligingsprobleem met de MediaWiki Graph-software is het momenteel niet mogelijk deze grafiek weer te geven. Zodra de software is bijgewerkt zal de grafiek vanzelf weer zichtbaar worden.